# Igor Alexejewitsch Polowodin
Igor Alexejewitsch Polowodin (russisch Игорь Алексеевич Половодин, beim Weltschachbund FIDE Igor Polovodin; * 23. März 1955 in Wologda; † 22. Juni 2005 ebenda) war ein russischer Schachspieler und -trainer. Er war der erste Internationale Meister (1984) in der Wologda-Region.

## Leben
Polowodin lernte das Schach im Alter von fünf Jahren und wurde als Elfjähriger ein Spieler erster Kategorie. Er wurde trainiert im Wologder Pionierhaus unter der Leitung von Wladimir Kusnezow. Seinen ersten großen Erfolg feierte er 1969 mit dem Sieg bei der russischen U14-Meisterschaft in Naltschik. Im nächsten Jahre belegte er hinter Iwar Kiwlan und Arschak Petrosjan den dritten Platz bei der sowjetischen Jugendmeisterschaft in Vilnius. Nach dem Schulabschluss absolvierte er ein Studium zum Bauingenieur für Wasserversorgung und Abwasserwesen an der Polytechnischen Fernhochschule Nord-West. Anschließend leistete er Militärdienst in Leningrad und blieb dort für viele Jahre.
Seit 1976 trug er den Titel eines nationalen Meisters. Bei der Leningrader Stadtmeisterschaft 1979 teilte er den ersten Platz mit Mark Zeitlin. Nachdem im darauffolgenden Match kein Sieger ermittelt werden konnte, erklärte man Polowodin zum Meister aufgrund der besseren Feinwertung im Hauptturnier. 1980 teilte er mit Lew Psachis den Sieg auf einem internationalen Turnier in Nałęczów und erfüllte damit seine erste IM-Norm. Die zweite fehlende Norm schaffte er 1984 in Assenowgrad. In den kommenden Jahren konnte Polowodin jedoch bis auf wenige Ausnahmen keine nennenswerten Resultate vorweisen. Zuletzt trat er in Erscheinung mit dem geteilten dritten Platz beim relativ schwach besetzten White Nights-Open 2004 in Sankt Petersburg.
Polowodin fungierte als Trainer im Leningrader Sportklub Bolschewik und danach an der Staatlichen Technischen Universität Wologda. 1981, 1986 und 1988 sekundierte er Maia Tschiburdanidse bei den Schachweltmeisterschaften der Frauen. Für seine Arbeit wurde er mit dem Ehrentitel Verdienter Trainer der Georgischen SSR ausgezeichnet. 1993 half er Anatoli Karpow während seiner Vorbereitung zur FIDE-WM gegen Jan Timman. Weiterhin trainierte er Waleri Salow, Andreï Sokolov und Gata Kamsky.
Seine beste Elo-Zahl 2468 erreichte er im Januar 1999.

## Werke
- I. Bojki, I. Polowodin: Schach im Selbstunterricht. Biznes Sport, Sankt-Peterburg 1992.
- I. Polowodin: Is proschlogo wologodskich schachmat: (K istorii schachmat w Rossii). Jewstoli, 1999. (russisch)
- I. Polowodin: Schachmatnaja komposizija na Wologodtschine. Uralski problemist, 2003. (russisch)